# 少齿花楸
少齿花楸（学名：Sorbus oligodonta）为蔷薇科花楸属的植物，为中国的特有植物。分布在中国大陆的四川、云南等地，生长于海拔2,000米至3,600米的地区，多生于山坡以及沟边杂木林内，目前尚未由人工引种栽培。